# 페로 제도 축구 국가대표팀
페로 제도 축구 국가대표팀(페로어: Føroyska fótbóltsmanslandsliðið)은 페로 제도를 대표하는 축구팀으로 페로 제도 축구 협회에서 관리하며 UEFA 회원국 중 전력이 약한 팀들 중 하나에 속한다. 현재 토르스뵐루르를 홈 구장으로 사용하고 있으며 1988년 7월 2일 캐나다와 친선 경기에서 국제 A매치 첫 경기를 치렀다.

## 개요
페로 제도는 스코틀랜드, 잉글랜드, 웨일스, 북아일랜드와 더불어 역사적인 문제로 UEFA의 일원으로 허용되는 미독립국이다.

## 국제 대회 경력

### FIFA 월드컵
1994년 FIFA 월드컵 유럽 지역 예선 이후 현재까지 월드컵 지역 예선에 꾸준히 출전하고 있으며 특히 2018년 FIFA 월드컵 유럽 지역 예선 B조에서 2승 3무 5패·조 4위로 페로 제도 축구 역사상 월드컵 유럽 지역 예선 최고 성적을 거두며 선전하는 모습을 보여주었다.

### UEFA 유럽 축구 선수권 대회
메이저 대회 예선 첫 참가인 UEFA 유로 1992 예선에서 객관적인 전력에서 앞서 있던 오스트리아를 잡아내며 일명 '란스크로나의 기적'을 연출했고 UEFA 유로 2016 예선 F조에서는 UEFA 유로 2004 챔피언이자 2014년 FIFA 월드컵 16강 진출팀인 그리스를 상대로 원정 경기(4차전)와 홈 경기(6차전)에서 모두 승리하는 쾌거를 달성하는 등 월드컵 지역 예선에서처럼 중요한 순간마다 고춧가루를 뿌리며 상대팀들의 본선행을 좌절시키는 역할을 수행하고 있다.

### UEFA 네이션스리그

#### 2018-19년 리그 D
유럽 네이션스리그 첫 시즌인 2018-19 시즌 리그 D에 편입된 페로 제도는 3조에서 아제르바이잔, 코소보, 몰타를 상대로 1승 2무 3패·조 3위를 기록하며 시즌을 마쳤으며 이 과정에서 몰타를 상대로 1승 1무의 우위를 점했고 코소보를 상대로도 비기는 등 선전했다.

#### 2020-21년 리그 D
전 시즌에 이어 리그 D에서 시즌을 시작한 페로 제도는 1조에서 안도라, 라트비아, 몰타를 상대로 6경기에서 3승 3무·조 1위로 차기 시즌 리그 C 승격 티켓을 따내면서 페로 제도의 FIFA 및 UEFA 가입 이후 모든 국제 대회를 통틀어 가장 좋은 성적을 기록했고 또한 9골로 1998년 FIFA 월드컵 유럽 지역 예선 이후 20여년만에 2번째로 가장 많은 득점을 기록했다.

## 기타 국제 대회 경력

### 아일랜드 게임
1989년 대회를 시작으로 2회 연속 아일랜드 게임에 출전하여 두 대회에서 모두 금메달을 획득했지만 이후의 대회에는 단 한번도 출전하지 않았다.

### 그린란드컵
1980년부터 1984년까지 개최되었던 3번의 그린란드컵에 모두 출전하여 2번의 우승과 1번의 준우승을 기록했으며 이 가운데 마지막 대회인 1984년 대회에서 아이슬란드와 함께 공동 우승을 차지했다.

## FIFA 월드컵 (본선)
| 년도   | 결과      | 순위      | 경기      | 승        | 무*       | 패        | 득점      | 실점      | 승점      |
| ------ | --------- | --------- | --------- | --------- | --------- | --------- | --------- | --------- | --------- |
| 1930년 | 없음      | 없음      | 없음      | 없음      | 없음      | 없음      | 없음      | 없음      | 없음      |
| 1934년 | 없음      | 없음      | 없음      | 없음      | 없음      | 없음      | 없음      | 없음      | 없음      |
| 1938년 | 없음      | 없음      | 없음      | 없음      | 없음      | 없음      | 없음      | 없음      | 없음      |
| 1950년 | 없음      | 없음      | 없음      | 없음      | 없음      | 없음      | 없음      | 없음      | 없음      |
| 1954년 | 없음      | 없음      | 없음      | 없음      | 없음      | 없음      | 없음      | 없음      | 없음      |
| 1958년 | 없음      | 없음      | 없음      | 없음      | 없음      | 없음      | 없음      | 없음      | 없음      |
| 1962년 | 없음      | 없음      | 없음      | 없음      | 없음      | 없음      | 없음      | 없음      | 없음      |
| 1966년 | 없음      | 없음      | 없음      | 없음      | 없음      | 없음      | 없음      | 없음      | 없음      |
| 1970년 | 없음      | 없음      | 없음      | 없음      | 없음      | 없음      | 없음      | 없음      | 없음      |
| 1974년 | 없음      | 없음      | 없음      | 없음      | 없음      | 없음      | 없음      | 없음      | 없음      |
| 1978년 | 없음      | 없음      | 없음      | 없음      | 없음      | 없음      | 없음      | 없음      | 없음      |
| 1982년 | 비회원국  | 비회원국  | 비회원국  | 비회원국  | 비회원국  | 비회원국  | 비회원국  | 비회원국  | 비회원국  |
| 1986년 | 비회원국  | 비회원국  | 비회원국  | 비회원국  | 비회원국  | 비회원국  | 비회원국  | 비회원국  | 비회원국  |
| 1990년 | 비회원국  | 비회원국  | 비회원국  | 비회원국  | 비회원국  | 비회원국  | 비회원국  | 비회원국  | 비회원국  |
| 1994년 | 예선 탈락 | 예선 탈락 | 예선 탈락 | 예선 탈락 | 예선 탈락 | 예선 탈락 | 예선 탈락 | 예선 탈락 | 예선 탈락 |
| 1998년 | 예선 탈락 | 예선 탈락 | 예선 탈락 | 예선 탈락 | 예선 탈락 | 예선 탈락 | 예선 탈락 | 예선 탈락 | 예선 탈락 |
| 2002년 | 예선 탈락 | 예선 탈락 | 예선 탈락 | 예선 탈락 | 예선 탈락 | 예선 탈락 | 예선 탈락 | 예선 탈락 | 예선 탈락 |
| 2006년 | 예선 탈락 | 예선 탈락 | 예선 탈락 | 예선 탈락 | 예선 탈락 | 예선 탈락 | 예선 탈락 | 예선 탈락 | 예선 탈락 |
| 2010년 | 예선 탈락 | 예선 탈락 | 예선 탈락 | 예선 탈락 | 예선 탈락 | 예선 탈락 | 예선 탈락 | 예선 탈락 | 예선 탈락 |
| 2014년 | 예선 탈락 | 예선 탈락 | 예선 탈락 | 예선 탈락 | 예선 탈락 | 예선 탈락 | 예선 탈락 | 예선 탈락 | 예선 탈락 |
| 2018년 | 예선 탈락 | 예선 탈락 | 예선 탈락 | 예선 탈락 | 예선 탈락 | 예선 탈락 | 예선 탈락 | 예선 탈락 | 예선 탈락 |
| 합계   |           |           |           |           |           |           |           |           |           |

## FIFA 월드컵 (예선)
| 1930년 | 없음                                      | 없음                                      | 없음                                      | 없음                                      | 없음                                      | 없음                                      | 없음                                      |                                           |                                           |
| 1934년 | 없음                                      | 없음                                      | 없음                                      | 없음                                      | 없음                                      | 없음                                      | 없음                                      |                                           |                                           |
| 1938년 | 없음                                      | 없음                                      | 없음                                      | 없음                                      | 없음                                      | 없음                                      | 없음                                      |                                           |                                           |
| 1950년 | 없음                                      | 없음                                      | 없음                                      | 없음                                      | 없음                                      | 없음                                      | 없음                                      |                                           |                                           |
| 1954년 | 없음                                      | 없음                                      | 없음                                      | 없음                                      | 없음                                      | 없음                                      | 없음                                      |                                           |                                           |
| 1958년 | 없음                                      | 없음                                      | 없음                                      | 없음                                      | 없음                                      | 없음                                      | 없음                                      |                                           |                                           |
| 1962년 | 없음                                      | 없음                                      | 없음                                      | 없음                                      | 없음                                      | 없음                                      | 없음                                      |                                           |                                           |
| 1966년 | 없음                                      | 없음                                      | 없음                                      | 없음                                      | 없음                                      | 없음                                      | 없음                                      |                                           |                                           |
| 1970년 | 없음                                      | 없음                                      | 없음                                      | 없음                                      | 없음                                      | 없음                                      | 없음                                      |                                           |                                           |
| 1974년 | 없음                                      | 없음                                      | 없음                                      | 없음                                      | 없음                                      | 없음                                      | 없음                                      |                                           |                                           |
| 1978년 | 없음                                      | 없음                                      | 없음                                      | 없음                                      | 없음                                      | 없음                                      | 없음                                      |                                           |                                           |
| 1982년 | 비회원국                                  | 비회원국                                  | 비회원국                                  | 비회원국                                  | 비회원국                                  | 비회원국                                  | 비회원국                                  |                                           |                                           |
| 1986년 | 비회원국                                  | 비회원국                                  | 비회원국                                  | 비회원국                                  | 비회원국                                  | 비회원국                                  | 비회원국                                  |                                           |                                           |
| 1990년 | 비회원국                                  | 비회원국                                  | 비회원국                                  | 비회원국                                  | 비회원국                                  | 비회원국                                  | 비회원국                                  |                                           |                                           |
| 1994년 | 10                                        | 0                                         | 0                                         | 10                                        | 1                                         | 38                                        | 0                                         |                                           |                                           |
| 1998년 | 10                                        | 2                                         | 0                                         | 8                                         | 10                                        | 31                                        | 6                                         |                                           |                                           |
| 2002년 | 10                                        | 2                                         | 1                                         | 7                                         | 6                                         | 23                                        | 7                                         |                                           |                                           |
| 2006년 | 10                                        | 0                                         | 1                                         | 9                                         | 4                                         | 27                                        | 1                                         |                                           |                                           |
| 2010년 | 10                                        | 1                                         | 1                                         | 8                                         | 5                                         | 20                                        | 4                                         |                                           |                                           |
| 2014년 | 10                                        | 0                                         | 1                                         | 9                                         | 4                                         | 29                                        | 1                                         |                                           |                                           |
| 2018년 | 10                                        | 2                                         | 3                                         | 5                                         | 4                                         | 16                                        | 9                                         |                                           |                                           |
| 합계   | 70                                        | 7                                         | 7                                         | 56                                        | 34                                        | 184                                       | 28                                        |                                           |                                           |
| 순위   | 월드컵 예선 승점 순위 : 151위 (유럽 48위) | 월드컵 예선 승점 순위 : 151위 (유럽 48위) | 월드컵 예선 승점 순위 : 151위 (유럽 48위) | 월드컵 예선 승점 순위 : 151위 (유럽 48위) | 월드컵 예선 승점 순위 : 151위 (유럽 48위) | 월드컵 예선 승점 순위 : 151위 (유럽 48위) | 월드컵 예선 승점 순위 : 151위 (유럽 48위) | 월드컵 예선 승점 순위 : 151위 (유럽 48위) | 월드컵 예선 승점 순위 : 151위 (유럽 48위) |

## UEFA 유럽 축구 선수권 대회
- 1960년 ~ 1980년 - 없음[4]
- 1984년 ~ 1988년 - 비회원국
- 1992년 ~ 2020년 - 예선 탈락

### UEFA 유럽 축구 선수권 대회 (예선)
| 1960년 | 없음                       | 없음                       | 없음                       | 없음                       | 없음                       | 없음                       | 없음                       |                            |                            |
| 1964년 | 없음                       | 없음                       | 없음                       | 없음                       | 없음                       | 없음                       | 없음                       |                            |                            |
| 1968년 | 없음                       | 없음                       | 없음                       | 없음                       | 없음                       | 없음                       | 없음                       |                            |                            |
| 1972년 | 없음                       | 없음                       | 없음                       | 없음                       | 없음                       | 없음                       | 없음                       |                            |                            |
| 1976년 | 없음                       | 없음                       | 없음                       | 없음                       | 없음                       | 없음                       | 없음                       |                            |                            |
| 1980년 | 없음                       | 없음                       | 없음                       | 없음                       | 없음                       | 없음                       | 없음                       |                            |                            |
| 1984년 | 비회원국                   | 비회원국                   | 비회원국                   | 비회원국                   | 비회원국                   | 비회원국                   | 비회원국                   |                            |                            |
| 1988년 | 비회원국                   | 비회원국                   | 비회원국                   | 비회원국                   | 비회원국                   | 비회원국                   | 비회원국                   |                            |                            |
| 1992년 | 8                          | 1                          | 1                          | 6                          | 3                          | 26                         | 4                          |                            |                            |
| 1996년 | 10                         | 2                          | 0                          | 8                          | 10                         | 35                         | 6                          |                            |                            |
| 2000년 | 10                         | 0                          | 3                          | 7                          | 4                          | 17                         | 3                          |                            |                            |
| 2004년 | 8                          | 0                          | 1                          | 7                          | 7                          | 18                         | 1                          |                            |                            |
| 2008년 | 12                         | 0                          | 0                          | 12                         | 4                          | 43                         | 0                          |                            |                            |
| 2012년 | 10                         | 1                          | 1                          | 8                          | 6                          | 26                         | 4                          |                            |                            |
| 2016년 | 10                         | 2                          | 0                          | 8                          | 6                          | 17                         | 6                          |                            |                            |
| 2020년 | 10                         | 1                          | 0                          | 9                          | 4                          | 30                         | 3                          |                            |                            |
| 합계   | 78                         | 7                          | 6                          | 65                         | 44                         | 212                        | 27                         |                            |                            |
| 순위   | 유로 예선 승점 순위 : 48위 | 유로 예선 승점 순위 : 48위 | 유로 예선 승점 순위 : 48위 | 유로 예선 승점 순위 : 48위 | 유로 예선 승점 순위 : 48위 | 유로 예선 승점 순위 : 48위 | 유로 예선 승점 순위 : 48위 | 유로 예선 승점 순위 : 48위 | 유로 예선 승점 순위 : 48위 |

## 노르딕 축구 선수권 대회
- 2000-01 - 6위

## 역대 감독
| 감독        | 임기        |
| ----------- | ----------- |
| 알란 시몬센 | 1994 ~ 2001 |

## 같이 보기
- 페로 제도 여자 축구 국가대표팀